# Ma trận vuông

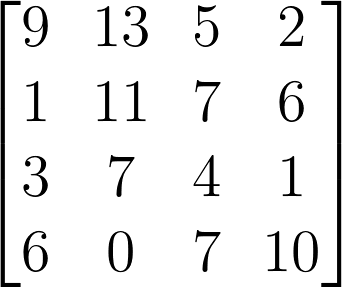
Một ma trận vuông bậc 4. Các giá trị tạo thành đường chéo chính của một ma trận vuông. Chẳng hạn, đường chéo chính của ma trận 4 nhân 4 ở trên chứa các phần tử a_{11} = 9, a_{22} = 11, a_{33} = 4, a_{44} = 10.

Trong toán học, ma trận vuông là một ma trận có số hàng bằng số cột. Một ma trận n x n được biết đến như một ma trận vuông bậc {\displaystyle n}. Bất kỳ hai ma trận vuông có cùng một bậc có thể được cộng và nhân với nhau.
Ma trận vuông thường được sử dụng để biểu diễn các phép biến đổi tuyến tính đơn giản, chẳng hạn như cắt hoặc xoay. Ví dụ, nếu {\displaystyle R} là một ma trận vuông biểu thị một phép quay (ma trận quay) và {\displaystyle v} là một vectơ cột mô tả vị trí của một điểm trong không gian, tích {\displaystyle Rv} là một vectơ cột khác mô tả vị trí của điểm đó sau phép quay đó. Nếu {\displaystyle v} là một vectơ hàng, có thể thu được phép biến đổi tương tự bằng cách sử dụng {\displaystyle vR^{\mathsf {T}}}, với {\displaystyle R^{\mathsf {T}}} là ma trận chuyển vị của {\displaystyle R}.

## Các loại ma trận đặc biệt
| Tên                   | Ví dụ với n = 3                                                                                   |
| --------------------- | ------------------------------------------------------------------------------------------------- |
| Ma trận chéo          | {\displaystyle {\begin{bmatrix}a_{11}&0&0\\0&a_{22}&0\\0&0&a_{33}\\\end{bmatrix}}}                |
| Ma trận tam giác dưới | {\displaystyle {\begin{bmatrix}a_{11}&0&0\\a_{21}&a_{22}&0\\a_{31}&a_{32}&a_{33}\\\end{bmatrix}}} |
| Ma trận tam giác trên | {\displaystyle {\begin{bmatrix}a_{11}&a_{12}&a_{13}\\0&a_{22}&a_{23}\\0&0&a_{33}\\\end{bmatrix}}} |

### Ma trận tam giác và ma trận đường chéo
Nếu mọi phần tử của A ở bên dưới đường chéo chính bằng 0, thì A được gọi là ma trận tam giác trên. Tương tự, nếu mọi phần tử của A ở bên trên đường chéo chính bằng 0, thì A được gọi là ma trận tam giác dưới. Nếu mọi phần tử nằm bên ngoài đường chéo chính đều bằng 0, thì A được gọi là ma trận đường chéo.

### Ma trận đơn vị
Ma trận đơn vị In có số chiều n là một ma trận nxn trong đó mọi phần tử trên đường chéo chính bằng 1 và tất cả những phần tử khác đều bằng 0, ví dụ
{\displaystyle \mathbf {I} _{1}={\begin{bmatrix}1\end{bmatrix}},\ \mathbf {I} _{2}={\begin{bmatrix}1&0\\0&1\end{bmatrix}},\ \ldots ,\ \mathbf {I} _{n}={\begin{bmatrix}1&0&\cdots &0\\0&1&\cdots &0\\\vdots &\vdots &\ddots &\vdots \\0&0&\cdots &1\end{bmatrix}}}
Nó là một ma trận vuông bậc n, và cũng là trường hợp đặc biệt của ma trận đường chéo. Nó được gọi là ma trận đơn vị bởi vì khi thực hiện nhân một ma trận với nó thì vẫn thu được kết quả của chính ma trận đó: 
AIn = ImA = A với ma trận A bất kỳ mxn.
Một bội số vô hướng khác không của ma trận đơn vị được gọi là ma trận vô hướng (scalar matrix). Nếu các mục nhập ma trận đến từ một trường thì ma trận vô hướng tạo thành một nhóm, dưới phép nhân ma trận, là đẳng cấu với nhóm nhân các phần tử khác không của trường.

### Ma trận đối xứng hoặc phản đối xứng
Ma trận vuông A bằng với ma trận chuyển vị của nó, tức là 
A = AT, là ma trận đối xứng. Nếu A là bằng với phần trừ của chuyển vị của nó, i.e., 
A = −AT, thì A được gọi là ma trận phản đối xứng (skew-symmetric matrix). Đối với ma trận phức, ma trận đối xứng thường được thay bằng khái niệm ma trận Hermite, mà thỏa mãn A∗ = A, với dấu sao ký hiệu cho liên hợp của ma trận chuyển vị, tức là lấy chuyển vị của A sau đó lấy liên hợp phức các phần tử của ma trận chuyển vị.
Theo định lý phổ (spectral theorem), ma trận đối xứng phần tử thực và ma trận Hermite phần tử phức có một cơ sở riêng; nghĩa là mỗi vectơ có thể biểu diễn thành tổ hợp tuyến tính của các vectơ riêng. Trong cả hai trường hợp, mọi trị riêng của ma trận đều có giá trị thực. Định lý này có thể tổng quát hóa cho trường hợp ma trận vô hạn chiều, xem bên dưới.

### Ma trận khả nghịch và nghịch đảo của nó
Ma trận vuông A gọi là khả nghịch hay không suy biến nếu tồn tại một ma trận B sao cho
AB = BA = In.
Nếu B tồn tại, thì nó là duy nhất và được gọi là ma trận nghịch đảo của A, ký hiệu bằng A−1.
Ma trận nghịch đảo có những tính chất sau:
(A-1)-1 = A
(AB)-1 = B-1A-1
(AT)-1 = (A-1)T

### Ma trận xác định
| Ma trận xác định dương                                     | Ma trận không xác định                                      |
| ---------------------------------------------------------- | ----------------------------------------------------------- |
| {\displaystyle {\begin{bmatrix}1/4&0\\0&1\\\end{bmatrix}}} | {\displaystyle {\begin{bmatrix}1/4&0\\0&-1/4\end{bmatrix}}} |
| Q(x,y) = 1/4 x2 + y2                                       | Q(x,y) = 1/4 x2 − 1/4 y2                                    |
| Các điểm sao cho Q(x,y)=1 (Elíp).                          | Các điểm sao cho Q(x,y)=1 (Hyperbol).                       |

Ma trận đối xứng n×n được gọi là xác định dương (tương ứng xác định âm; không xác định), nếu với mọi vectơ khác 0 x ∈ Rn dạng toàn phương xác định bởi
Q(x) = xTAx
chỉ nhận các giá trị dương (tương ứng chỉ nhận các giá trị âm; nhận cả giá trị âm và giá trị dương). Nếu dạng toàn phương chỉ nhận giá trị không âm (tương ứng chỉ nhận giá trị không dương), ma trận đối xứng được gọi là bán xác định dương (tương ứng bán xác định âm); và ma trận không xác định chính xác khi nó không là ma trận bán xác định dương hoặc ma trận bán xác định âm.
Ma trận đối xứng là xác định dương nếu và chỉ nếu mọi trị riêng của nó có giá trị dương, hay ma trận là bán xác định dương và khả nghịch. Bảng bên phải chỉ ra hai khả năng cho ma trận 2x2.
Ma trận xác định A cho phép thu được dạng song tuyến tính khi nó kết hợp hai vectơ khác nhau:
BA (x, y) = xTAy.

### Ma trận trực giao
Ma trận trực giao là ma trận vuông với các phần tử thực sao cho các cột và hàng là những vectơ đơn vị trực giao (nghĩa là vectơ trực chuẩn). Hay nói tương đương, ma trận A trực giao nếu và chỉ nếu ma trận chuyển vị của nó bằng ma trận nghịch đảo của nó:
{\displaystyle \mathbf {A} ^{\mathrm {T} }=\mathbf {A} ^{-1},\,}
mà
{\displaystyle \mathbf {A} ^{\mathrm {T} }\mathbf {A} =\mathbf {A} \mathbf {A} ^{\mathrm {T} }=\mathbf {I} _{n},}
với In là ma trận đơn vị.
Ma trận trực giao A cần thiết phải khả nghịch (do định nghĩa A−1 = AT), unita (A−1 = A*), và chuẩn tắc (A*A = AA*). Định thức của ma trận trực giao bất kỳ luôn bằng +1 hoặc −1. Ma trận trực giao đặc biệt là ma trận có định thức bằng +1. Đối với một biến đổi tuyến tính, mỗi ma trận trực giao với định thức bằng +1 là một phép quay thuần túy không có phản chiếu, tức là, phép biến đổi bảo toàn định hướng của cấu trúc đã biến đổi, trong khi mỗi ma trận trực giao có định thức bằng -1 là phép phản xạ thuần túy hoặc là tổ hợp của phép phản xạ và phép quay. Ma trận đơn vị có định thức bằng 1 và là phép quay thuần túy theo một góc bằng 0.
Tương tự số phức của ma trận trực giao là một ma trận unita.

## Các tính toán chủ yếu

### Vết
Vết của ma trận, tr(A) của một ma trận vuông A là tổng các phần tử trên đường chéo chính của nó. Trong khi phép nhân ma trận không có tính giao hoán, thì vết của tích hai ma trận là độc lập với thứ tự nhân của hai ma trận: 
tr(AB) = tr(BA).
Điều này có thể rút ngay ra được từ định nghĩa nhân hai ma trận:
{\displaystyle \operatorname {tr} (\mathbf {AB} )=\sum _{i=1}^{m}\sum _{j=1}^{n}a_{ij}b_{ji}=\operatorname {tr} (\mathbf {BA} ).}
Theo đó, vết của kết quả của nhiều hơn hai ma trận là độc lập với hoán vị vòng của các ma trận, tuy nhiên, điều này nói chung không áp dụng cho các hoán vị tùy ý (ví dụ trong thực tế, tr(ABC) ≠ tr(BAC)). Ngoài ra, vết của ma trận bằng vết của ma trận chuyển vị, hay
tr(A) = tr(AT).

### Định thức

Biến đổi tuyến tính trên R^{2} cho bởi ma trận trong ngoặc. Định thức của ma trận này bằng −1, và ý nghĩa hình học của phép biến đổi tuyến tính này đó là diện tích của hình bình hành màu lục ở bên phải vẫn bằng 1, nhưng ánh xạ đã đảo hướng nó, do nó chuyển hướng theo chiều ngược kim đồng hồ của vectơ thành theo chiều kim đồng hồ.

Định thức của ma trận vuông (ký hiệu là det(A) hay |A|) là một số chứa đựng những tính chất nhất định của ma trận này. Ma trận là khả nghịch nếu và chỉ nếu định thức của nó khác 0. Giá trị tuyệt đối của định thức ma trận trực giao bằng diện tích (trong R2) hoặc thể tích (trong R3) của ảnh của hình vuông đơn vị (hay hình lập phương đơn vị), trong khi dấu của nó tương ứng với hướng của ánh xạ tuyến tính tương ứng: định thức là dương nếu và chỉ nếu hướng được bảo toàn.
Định thức của ma trận 2 x 2 cho bởi công thức
{\displaystyle \det {\begin{bmatrix}a&b\\c&d\end{bmatrix}}=ad-bc.}
Định thức của ma trận 3 x 3 bao gồm 6 số hạng (hay quy tắc Sarrus). Công thức Leibniz tổng quát hai công thức này cho mọi số chiều của ma trận.
Định thức của tích hai ma trận vuông bằng tích các định thức ma trận: 
det(AB) = det(A) • det(B).
Khi cộng bội một số lần của một hàng bất kỳ vào một hàng khác, hoặc cộng bội một số lần của một cột bất kỳ vào một cột khác, sẽ không làm thay đổi định thức. Hoán vị hai hàng hoặc hai cột làm ảnh hưởng tới định thức bằng cách nhân nó với −1. Sử dụng những quy tắc này, ma trận vuông bất kỳ có thể chuyển thành một ma trận tam giác dưới (hoặc trên), mà đối với các ma trận tam giác, định thức của nó bằng tích của các phần tử trên đường chéo chính; phương pháp này mang lại một cách tính định thức của ma trận vuông bất kỳ.
Cuối cùng, khai triển Laplace biểu diễn định thức trong số hạng của các phần phụ đại số, nghĩa là định thức của các ma trận nhỏ hơn. Khai triển này có thể dùng để đưa ra định nghĩa theo phương pháp đệ quy đối với định thức (mà bắt đầu bằng định thức của ma trận 1 x 1, mà nó có một phần tử duy nhất, hay thậm chí định thức của ma trận 0 x 0, định nghĩa bằng 1), mà có thể coi như tương đương với công thức Leibniz. Ứng dụng của định thức bao gồm việc giải hệ phương trình tuyến tính sử dụng quy tắc Cramer, với thương của hai định thức của hai ma trận liên quan bằng giá trị của biến cần tìm trong hệ phương trình. Khai triển Laplace cho ma trận bất kỳ như sau:
{\displaystyle |A|=\sum _{j=1}^{n}a_{i,j}|C_{i,j}|=\sum _{i=1}^{n}a_{i,j}|C_{i,j}|}
với {\displaystyle |C_{i,j}|=(-1)^{(i+j)}|M_{i,j}|}

#### Các tính chất của định thức:
|A| = |AT|
Đảo vị trí 2 dòng của ma trận sẽ làm định thức của ma trận đổi dấu
Nhân một dòng của ma trận với n sẽ làm giá trị định thức tăng lên n lần
Thay thế một dòng của ma trận bằng cách nhân một dòng khác của ma trận với n rồi cộng với dòng đó không làm thay đổi giá trị định thức
Nếu một dòng của ma trận là tích của một dòng khác với n thì định thức của ma trận bằng 0

### Ma trận nghịch đảo
Ma trận nghịch đảo A−1 chỉ tồn tại khi và chỉ khi |A| ≠ 0. Công thức tính ma trận nghịch đảo như sau:
{\displaystyle A^{-1}={\frac {1}{|A|}}adjA}
với {\displaystyle adjA={\begin{bmatrix}|C_{1,1}|&|C_{2,1}|&\cdots &|C_{n,1}|\\|C_{1,2}|&|C_{2,2}|&\cdots &|C_{n,2}|\\\vdots &\vdots &\ddots &\vdots \\|C_{1,n}|&|C_{2,n}|&\cdots &|C_{n,n}|\end{bmatrix}}}

### Vectơ riêng và giá trị riêng
Một số λ và một vectơ khác 0 v thỏa mãn
{\displaystyle Av=\lambda v}
được gọi lần lượt là giá trị riêng và vectơ riêng của A. Số λ là một trị riêng của một ma trận n×n A nếu và chỉ nếu A−λIn là không khả nghịch, mà tương đương với
{\displaystyle \det(\mathbf {A} -\lambda \mathbf {I} )=0.}
Đa thức pA trong biến vô định (indeterminate variable) X cho bằng cách khai triển định thức det(XIn−A) được gọi là đa thức đặc trưng của A. Nó là một đa thức lồi (monic polynomial) có bậc n. Do vậy phương trình đa thức pA(λ) = 0 có nhiều nhất n nghiệm khác nhau, hay là các giá trị riêng của ma trận. Chúng có thể nhận giá trị phức ngay cả khi các phần tử trong A là thực. Theo định lý Cayley–Hamilton, 
pA(A) = 0, tức là, kết quả của sự thay thế chính ma trận vào đa thức đặc trưng của chính nó sẽ thu được ma trận rỗng.